# Adópótlékok
Az adópótlék olyan befizetési kötelezettség, amely valamely adókötelezettség nem teljesítésének vagy hibás teljesítésének a jogkövetkezménye. Magyarországon az adózás rendjéről szóló 2003. évi XCII. törvény (Art.) írja elő az alkalmazásának eseteit és mértékét.

## Késedelmi pótlék
Ha a munkáltató a munkáltatói adó-megállapítást követően feltárja, hogy a magánszemély jogszerű eljárása mellett az adót tévesen állapította meg, és a magánszemély vele még munkaviszonyban áll, az adó-megállapítást módosítja, és az adókülönbözetet a magánszemély részére visszatéríti, illetőleg a következő kifizetéskor levonja. A munkáltató az adó-megállapítás módosítását nyilvántartásba veszi, és egyidejűleg a módosított adó-megállapításról igazolást állít ki a magánszemély részére. Ha az adókülönbözet egy összegben nem vonható le, a munkáltató a levonást további hat hónapon átfolytathatja. A munkáltató a levont, illetőleg visszatérített adókülönbözetet a rá vonatkozó szabályok alapján vallja be, fizeti meg, illetőleg igényli vissza. A munkáltató a levonni elmulasztott adó után a munkáltatói adómegállapításra előírt határidőt követő naptól a nyilvántartásba vétel napjáig saját terhére önellenőrzési pótlékot állapít meg, melyet be kell vallania, és meg kell fizetnie. A munkáltató az önellenőrzési pótlék megállapítási, bevallási kötelezettség teljesítésével mentesül az adólevonási kötelezettség megsértésével összefüggő jogkövetkezmények alól. A késedelmi pótlék a fizetési felhívásban megjelölt teljesítési határidő lejártát követően számítható fel. A magánszemély az adóhatóságtól fizetési könnyítést csak az adólevonás előbbiek szerinti meghiúsulása esetén kérhet.
A munkáltató a munkáltatói adó-megállapítást követően feltárja, hogy a magánszemély jogszerű eljárása mellett az adót tévesen állapította meg, és a magánszemély vele még munkaviszonyban áll, az adó-megállapítást módosítja, és az adókülönbözetet a magánszemély részére visszatéríti, illetőleg a következő kifizetéskor levonja. A munkáltató az adó-megállapítás módosítását nyilvántartásba veszi, és egyidejűleg a módosított adó-megállapításról igazolást állít ki a magánszemély részére. Ha az adókülönbözet egy összegben nem vonható le, a munkáltató a levonást további hat hónapon át folytathatja. A munkáltató az önellenőrzési pótlék megállapítási, bevallási kötelezettség teljesítésével mentesül az adólevonási kötelezettség megsértésével összefüggő jogkövetkezmények alól. A magánszemély az adóhatóságtól fizetési könnyítést csak az adólevonás meghiúsulása esetén kérhet.

## Önellenőrzési pótlék
Az adózó az adót, a költségvetési támogatást az önellenőrzésre vonatkozó rendelkezések szerint helyesbíti, önellenőrzési pótlékot fizet.
Az önellenőrzési pótlékot adónként, illetve költségvetési támogatásonként a bevallott és a helyesbített adó, illetve költségvetési támogatás összegének különbözete után az adózó állapítja meg, és a bevallással egyidejűleg fizeti meg.
Az önellenőrzési pótlékot a késedelmi pótlék 50%-ának, ugyanazon bevallásnak ismételt önellenőrzése esetén 75%-ának megfelelő mértékben kell felszámítani a bevallás benyújtására előírt határidő leteltét követő első naptól az önellenőrzés benyújtásának napjáig. Ha az önellenőrzés pótlólagos adófizetési kötelezettséget nem eredményezett, mert az adózó adóját az eredeti esedékességkor vagy korábbi önellenőrzése során hiánytalanul megfizette, a fizetendő pótlék összegét az általános szabályok szerinti mértékkel kell meghatározni, de az 5000 forintot, magánszemély esetében az 1000 forintot meghaladó összeget nem kell bevallani és megfizetni. Ha az önellenőrzés pótlólagos adófizetési kötelezettséget azért nem eredményez, mert a bevallani és megfizetni elmulasztott adót a későbbi bevallásában hiánytalanul bevallotta és megfizette, vagy a bevallani és megfizetni elmulasztott adó a következő elszámolási időszakban levonható adónak minősült volna, az önellenőrzési pótlék összege nem haladhatja meg a két bevallás közötti időre felszámítható késedelmi pótlék összegét. Ugyanilyen szabályok alapján kell megállapítani az önellenőrzési pótlékot akkor is, ha a termékimportot terhelő általános forgalmi adót az adózó az adólevonási jog keletkezését követően, de az előző adómegállapítási időszakra vonatkozó adóbevallásban szerepeltette előzetesen felszámított levonható adóként.
Ha több egymást követő elszámolási időszak általános forgalmi adó bevallását azért kellett önellenőrizni, mert az előző vagy korábbi elszámolási időszak téves bevallása miatt a göngyölített levonható, de vissza nem igényelhető adó összegét az adózó helyesbítette, az önellenőrzési pótlék alapja az első téves adóbevallásban feltárt különbözet.
Nem kell pótlékot felszámítani, ha a munkáltató vagy kifizető késedelmes vagy hibás igazolása miatt az adózó bevallását önellenőrzéssel helyesbíti.
Az önellenőrzési pótlék kérelemre akkor mérsékelhető, ha az adózó tévedését olyan körülmények bizonyításával menti ki, amelyek egyébként megalapoznák a bírságmérséklést is.
Nem kell önellenőrzési pótlékot felszámítani, ha a munkáltató (kifizető) az elektronikus havi adó- és járulékbevallást a magánszemély hibás nyilatkozata miatt önellenőrzéssel helyesbíti.
Az adózó az önellenőrzéssel megállapított helyesbített adóalap, adó, illetve költségvetési támogatás bevallásával mentesül az adóbírság, mulasztási bírság alól, a helyesbített meg nem fizetett adó, jogosulatlanul igénybe vett költségvetési támogatás, továbbá az önellenőrzési pótlék megfizetésével az önellenőrzés időpontjáig esedékes késedelmi pótlék alól.